# تاي مو شان
تاي مو شان (بالصينية: 大帽山، وتعني جبل القبعة الكبيرة) هو أعلى جبل في منطقة هونغ كونغ، بارتفاعٍ يبلغ 957 متراً، وهي تقع تقريباً عند المركز الجغرافي لمنطقة الأقاليم الجديدة. تعرف المنطقة المحيطة بالجبل بـحديقة تاي مو شان الوطنية التي تغطي مساحة 14.40 كيلومتراً مربعاً. تُعرَف المنطقة بوجود شلال بطول 35 متراً فيها، وهو أعلى شلال في هونغ كونغ بأسرها.

## الجيولوجيا
كان جبل تاي مو شان فيما مضى بركاناً نشطاً، إلا أنَّه خمد منذ زمن طويل، وتعود صخوره البركانية التي يتكون منها حالياً إلى العصر الجوراسي قبل مائة مليون عام. لا زال الهواء الحارّ ينساب حتى الآن عبر شروخٍ صخرية في تلّ صغير قرب الجبل، يُعرَف باسم "كوون يوم شان"، حيث تتصل هذه الشروخ بطبقة الستار. تعرف الشروخ التي تطلق الهواء الساخن بـ"القدور الساخنة"، فعندما تكون حرارة سطح الأرض باردةً يصبح الهواء الساخن المنطلق من الشروخ واضحاً للعيان على شكل دخان أبيض يسمّيه السكان "نفث التنين"، عندما يحدث هذا قد تكون حرارة قمة الجبل 6 درجاتٍ مئوية بينما حرارة باطن تل كوون يوم شان تتراوح بني 13 و21 درجة. يتكون جبل تاي مو شان حالياً من الصخور البركانية، التي هي فيم عظمها بلوراتٍ رماد خشنة من الطفة البركانية.

## المناخ
يظهر الجدول التالي التغييرات المناخية على مدار السنة لتاي مو شان:
| البيانات المناخية لـتاي مو شان    | البيانات المناخية لـتاي مو شان | البيانات المناخية لـتاي مو شان | البيانات المناخية لـتاي مو شان | البيانات المناخية لـتاي مو شان | البيانات المناخية لـتاي مو شان | البيانات المناخية لـتاي مو شان | البيانات المناخية لـتاي مو شان | البيانات المناخية لـتاي مو شان | البيانات المناخية لـتاي مو شان | البيانات المناخية لـتاي مو شان | البيانات المناخية لـتاي مو شان | البيانات المناخية لـتاي مو شان | البيانات المناخية لـتاي مو شان |
| الشهر                             | يناير                          | فبراير                         | مارس                           | أبريل                          | مايو                           | يونيو                          | يوليو                          | أغسطس                          | سبتمبر                         | أكتوبر                         | نوفمبر                         | ديسمبر                         | المعدل السنوي                  |
| --------------------------------- | ------------------------------ | ------------------------------ | ------------------------------ | ------------------------------ | ------------------------------ | ------------------------------ | ------------------------------ | ------------------------------ | ------------------------------ | ------------------------------ | ------------------------------ | ------------------------------ | ------------------------------ |
| الدرجة القصوى °م (°ف)             | 21.5 (70.7)                    | 23.2 (73.8)                    | 24.2 (75.6)                    | 27.4 (81.3)                    | 28.8 (83.8)                    | 28.9 (84.0)                    | 28.8 (83.8)                    | 29.4 (84.9)                    | 28.0 (82.4)                    | 26.6 (79.9)                    | 25.2 (77.4)                    | 23.7 (74.7)                    | 29.4 (84.9)                    |
| متوسط درجة الحرارة الكبرى °م (°ف) | 13.7 (56.7)                    | 15.0 (59.0)                    | 16.9 (62.4)                    | 19.8 (67.6)                    | 22.1 (71.8)                    | 23.5 (74.3)                    | 24.3 (75.7)                    | 24.6 (76.3)                    | 23.6 (74.5)                    | 21.3 (70.3)                    | 18.2 (64.8)                    | 14.7 (58.5)                    | 19.8 (67.6)                    |
| المتوسط اليومي °م (°ف)            | 10.4 (50.7)                    | 11.8 (53.2)                    | 14.1 (57.4)                    | 17.4 (63.3)                    | 20.0 (68.0)                    | 21.6 (70.9)                    | 22.2 (72.0)                    | 22.2 (72.0)                    | 21.0 (69.8)                    | 18.5 (65.3)                    | 15.3 (59.5)                    | 11.4 (52.5)                    | 17.2 (63.0)                    |
| متوسط درجة الحرارة الصغرى °م (°ف) | 7.7 (45.9)                     | 9.2 (48.6)                     | 11.7 (53.1)                    | 15.3 (59.5)                    | 18.2 (64.8)                    | 20.0 (68.0)                    | 20.4 (68.7)                    | 20.4 (68.7)                    | 19.3 (66.7)                    | 16.6 (61.9)                    | 13.0 (55.4)                    | 8.8 (47.8)                     | 15.1 (59.2)                    |
| أدنى درجة حرارة °م (°ف)           | −6.0 (21.2)                    | −1.8 (28.8)                    | −2.0 (28.4)                    | 5.6 (42.1)                     | 9.3 (48.7)                     | 14.0 (57.2)                    | 16.8 (62.2)                    | 18.1 (64.6)                    | 13.3 (55.9)                    | 5.7 (42.3)                     | −0.3 (31.5)                    | −3.3 (26.1)                    | −6.0 (21.2)                    |
| الهطول مم (إنش)                   | 43.1 (1.70)                    | 41.7 (1.64)                    | 86.4 (3.40)                    | 161.6 (6.36)                   | 358.7 (14.12)                  | 507.7 (19.99)                  | 406.7 (16.01)                  | 371.6 (14.63)                  | 289.0 (11.38)                  | 99.8 (3.93)                    | 36.8 (1.45)                    | 28.2 (1.11)                    | 2٬431٫3 (95.72)                |
| متوسط الأيام الممطرة (≥ 0.5 mm)   | 12.0                           | 14.5                           | 18.3                           | 20.9                           | 23.0                           | 23.4                           | 22.9                           | 18.9                           | 17.2                           | 12.5                           | 10.4                           | 8.5                            | 202.5                          |
| متوسط الرطوبة النسبية (%)         | 83                             | 89                             | 91                             | 93                             | 95                             | 96                             | 95                             | 93                             | 91                             | 88                             | 84                             | 78                             | 89                             |
| المصدر: Hong Kong Observatory     |                                |                                |                                |                                |                                |                                |                                |                                |                                |                                |                                |                                |                                |